# San Ramón (Uruguay)
San Ramón è una cittadina situata a nord del dipartimento di Canelones, regione dell'Uruguay meridionale.

## Storia
San Ramón è stata elevata a rango di città a seguito del decreto legge N.11.952 del 26 giugno 1953.

## Società

### Evoluzione demografica[2][3]
Abitanti censiti